# Pod Lipą (Moszczenica Wyżna)
Pod Lipą – część wsi Moszczenica Wyżna  w Polsce, położona w województwie małopolskim, w powiecie nowosądeckim, w gminie Stary Sącz.
W latach 1975–1998 Pod Lipą administracyjnie należało do województwa nowosądeckiego.